# 쌍대 다각형

동일한 대칭선을 갖는 다각형은 쌍대 다각형이다.

쌍대 다각형(dual polygon, 듀얼 폴리곤)은 각 변의 중점을 이어서 만든 다각형을 말한다.
정다각형의 경우에는 자기 자신이 된다.(어떤 정다각형이라도)

## 특성
정다각형은 자기쌍대다각형이다.
등각(꼭지점-추이) 다각형의 쌍대는 등독소(가장자리-추이) 다각형이다. 예를 들어, (등방성) 직사각형과 (등속성) 마름모는 쌍대이다.
순환 다각형에서 긴 변은 이중(접선 다각형)의 더 큰 외부 각도에 해당하고 짧은 변은 작은 각도에 해당한다. 또한, 원래 다각형의 합동인 변은 쌍대 다각형에서도 합동인 각도를 생성하며, 그 반대도 마찬가지이다. 예를 들어, 매우 예각인 이등변삼각형의 쌍대형은 둔각이등변삼각형이다.
도먼 루크(Dorman Luke) 구성에서 이중 다면체의 각 면은 해당 정점 도형의 쌍대 다각형이다.

## 같이 보기
- 쌍대다면체